# David Lee Roth
David Lee Roth (født 10. oktober 1954 i Bloomington, Indiana) er en amerikansk heavy rocksanger. Han er især kendt som forsanger i rockbandet Van Halen, men har også haft en solokarriere ved siden af.
Roth fik stor succes med Van Halen, og var en dynamisk og karismatisk forsanger.
I 1985 da han stadig var medlem af bandet begyndte han på et soloprojekt samt et filmprojekt.
Filmpropjektet blev ikke til noget, men soloudspilet Crazy From The Heat, der bestod af fire covernumre blev en stor succes, og da der også var interne stridigheder i gruppen, forlod han den og dannede et fast band med Steve Vai på guitar, Billy Sheehan på bas samt Greg Bisonette på trommer.
I 2007 blev han igen medlem af Van Halen.

## Diskografi
Album med Van Halen
- Van Halen (1978)
- Van Halen II (1979)
- Women And Children First (1980)
- Fair Warning (1981)
- Diver Down (1982)
- 1984 (1984)
- A Different Kind Of Truth (2012)
- Live At Tokyo Dome (2015)

Soloalbum
- Crazy from the Heat (1985)(EP)
- Eat Em And Smile (1986)
- Skyscraper (1988)
- A Lil' Ain't Enough (1991)
- Your Filthy Little Mouth (1994)
- The Best (1997)
- DLR Band (1999)
- Diamond Dave (2003)